# Густаво Валькарсель
Густа́во Валька́рсель Вела́ско (ісп. Gustavo Valcárcel Velasco; *17 грудня 1921, Арекіпа, Перу — 3 березня 1990, Ліма, Перу) — перуанський письменник, поет, публіцист, історик, журналіст, редактор, політичний і громадський діяч. Лауреат Національної літературної премії Перу (1948).

## З життєпису
Навчався в Лімі у салезіанів (1928-1939). У 1939 році вступив до Університету Сан-Маркос, вивчав літературу. 
У студентські роки брав активну участь у діяльності Американського народно-революційного альянсу. Зазнав переслідувань з боку правлячих кіл Перу. У результаті університетську освіту здобув лише 1947 року.
У 1950 році заснував часопис «Ідея» (Idea).
За політичну діяльність у 1951 році був вигнаний із країни. До 1957 року жив на еміграції в Мексиці, де присвятив себе журналістиці, співпрацював із прогресивною пресою.
Член Перуанської Комуністичної партії починаючи від 1955 року.
1957 року, після відновлення демократії, повернувся до Перу.
Редактор літературних та публіцистичних часописів Idea (1950-1951), Horizonte (1953-1954), газет Perú Popular (1959-1960), Frente (1962) та Unidad (1962—1963), органу ЦК Перуанської комуністичної партії.
Пізніше був кореспондентом радянського агентства друку «Новини» та редактором заснованого ним журналу Panorama Internacional (1969—1978).

## З доробку
Августо Валькарсель — автор соціально-політичного роману «В'язниця» (La prisión, 1951), поетичних збірок «Кінець часу та троянди» (Confín del tiempo y de la rosa, 1948; Національна літературна премія), «Поеми вигнання» (Poemas del destierro, 1956), «Прошу слова» (1962), поеми «Ленін» (1967), нарисів (зокрема «СРСР: півстоліття непереможної революції», 1967), драми «Світанок у тумані» (El amanecer latente, 1960).
Основна тема творів — революція, боротьба за краще майбутнє.